# Lars Jacobsen
Lars Jacobsen, född 20 september 1979, är en före detta dansk fotbollsspelare (försvarare). Jacobsen debuterade i det danska landslaget 2006 och har sedan dess bland annat varit med i VM 2010 och EM 2012. Han slutade i landslaget i november 2015 efter Play Off-förlusten mot Sverige i kvalet till EM 2016.
I september 2011 värvades Jacobsen av FC Köpenhamn och hade dessförinnan spelat i bland andra Odense BK, Hamburger SV, Everton FC, Blackburn Rovers och West Ham United. Det var Jacobsens andra period i FC Köpenhamn, där han även spelade år 2004-2007. Sommaren 2014 flyttade han utomlands för 3:e gången i sin karriär när han värvades av franska Guingamp.  Efter två säsonger i klubben la han skorna på hyllan sommaren 2016.